# ヴィクトリア朝文学

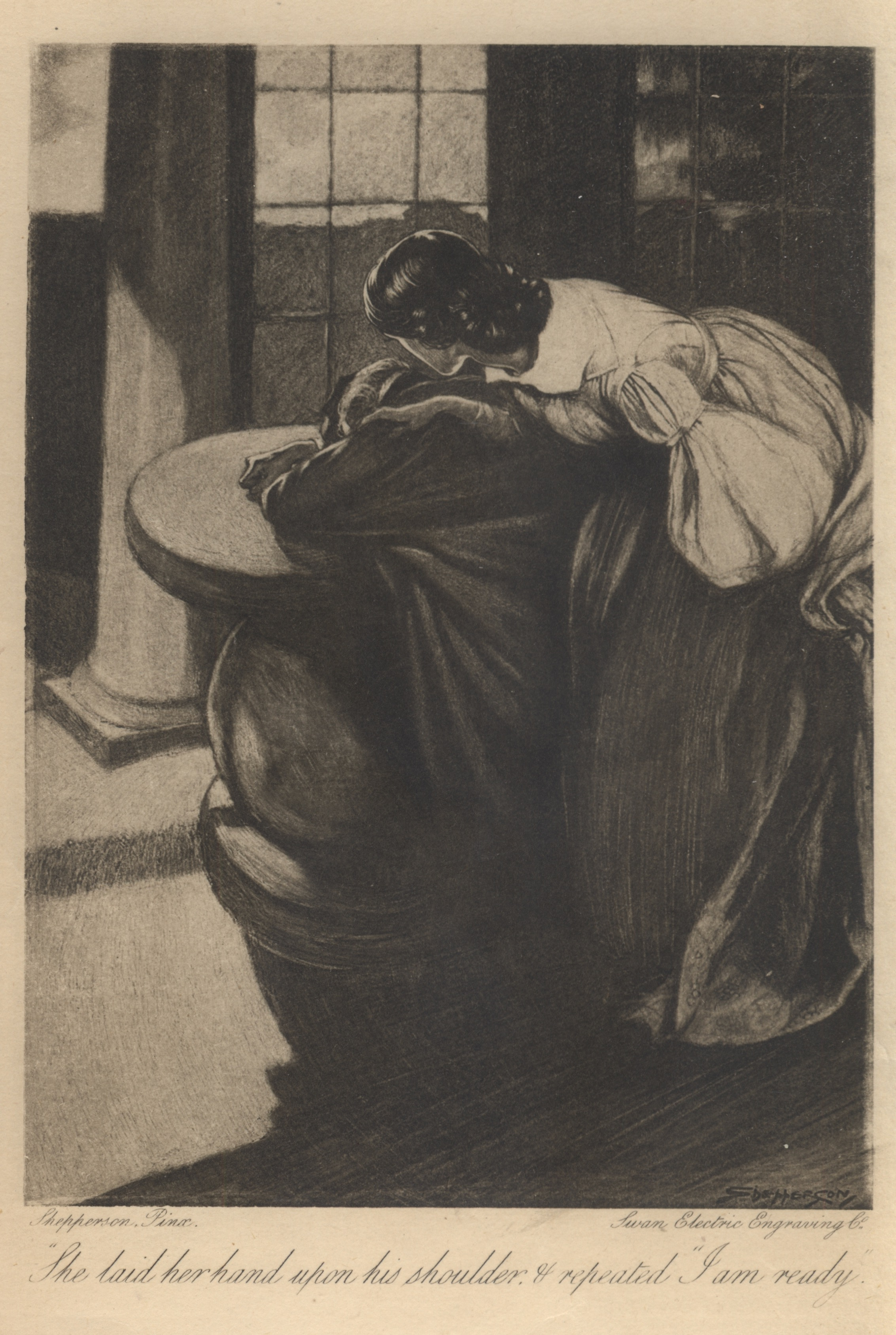
ジョージ・エリオット『ミドルマーチ』の表紙

ヴィクトリア朝文学は主にイギリスのヴィクトリア女王（在位：1837年 − 1901年）の治世（ヴィクトリア朝）に書かれた文学である。これはロマン主義の後であり、さらにエドワード朝（1901年 − 1910年）がその後に続く。

## 小説
チャールズ・ディケンズはヴィクトリア朝文学でもっとも著名な小説家のひとりである。彼のキャラクターは物語の中にとどまらない生を得ているほど非常に人気がある。書かれた時代を超えてディケンズは未だに世界でもっとも人気のある小説家の一人である。彼は最初の小説であり25歳の頃に執筆した『ピクウィック・クラブ』(1836 – 37)で一夜にして成功した。そしてその後の作品の売れ行きは大変良いものであった。初期の喜劇的な小説は鋭い風刺の切れ味が特徴的である。そしてこれは彼の小説の全体に広がっている。ディケンズはコツコツと大衆の求める多くの作品を生み出した。しかし彼はまた、抑圧された人々や苦境にある貧しい人々の社会問題に対して批評を行った。彼のもっとも重要な功績は『オリバー・ツイスト』(1837–39)、『ニコラス・ニクルビー』(1838 – 39)、『クリスマス・キャロル』(1843)、『ドンビー父子』(1846–48)、『デイヴィッド・コパフィールド』(1849 – 50)、『荒涼館』(1852 – 53)、『リトル・ドリット』(1855 – 57)、『二都物語』(1859)、 そして『大いなる遺産』(1860 – 61)である。これらの小説は彼の物語が徐々に、19世紀の多くの小説の風潮を反映したより暗いテーマに向かって行った傾向を示している。
ウィリアム・メイクピース・サッカレーはヴィクトリア朝の前半においてディケンズの偉大なライバルであった。彼のスタイルはディケンズと似ていたが、やや超然としたものであった。彼の風刺の視点は、鋭く棘のあることが特徴である。彼はまたディケンズよりもより中流階級の社会を描写する傾向があった。彼は『虚栄の市』(1848)によってもっともよく知られている。その小説は「英雄なき小説」と副題づけられた。これはヴィクトリア朝文学では一般的な、ごく最近の歴史を描いた小説の例である。

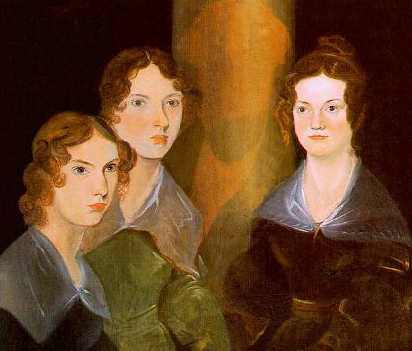
ブロンテ姉妹は当時の一般的なのものとは異なる物語を描いた。

ブロンテ姉妹はこの時代において注目すべき成果を生み出したにもかかわらず、すぐにはヴィクトリア朝時代の批評家に認められはしなかった。エミリー・ブロンテの唯一の作品である、『嵐が丘』(1847)は女性視点で階級、神話、そしてジェンダーについて調査したゴシックロマン主義の一例である。 彼女の姉であるシャーロット・ブロンテによる『ジェーン・エア』(1847)は19世紀のゴシックに関するもう一つの重要な小説である。アン・ブロンテの二番目の小説である『ワイルドフェル・ホールの住人』(1848)はロマン主義よりもリアリズム的な文体で描かれていた。またこの小説は最初のフェミニスト小説であると考えられている。
ヴィクトリア朝時代の後半にはジョージ・エリオット（メアリー・アン・エヴァンス）が『フロス湖畔の水車小屋』を1860年に出版し、1872年には最も有名な作品である『ミドルマーチ』を出版した。彼女はブロンテ姉妹のように男のようなペンネームで出版した。
ヴィクトリア朝の後半の数十年では、トーマス・ハーディが最も重要な小説家である。彼の作品には、『緑樹の陰で』(1872)、『遥か群衆を離れて』(1874)、『カスターブリッジの市長』(1886)、『テス』 (1891)、そして『日陰者ジュード』(1895)がある。
ヴィクトリア朝時代の他の重要な小説家としてはエリザベス・ギャステル(1810–1865)、アントニー・トロロープ(1815–1882)、ジョージ・メレディス(1828–1909)、そしてジョージ・ギッシング(1857–1903)があげられる。

## 詩

### 主な詩人
- マシュー・アーノルド
- アルジャーノン・チャールズ・スウィンバーン

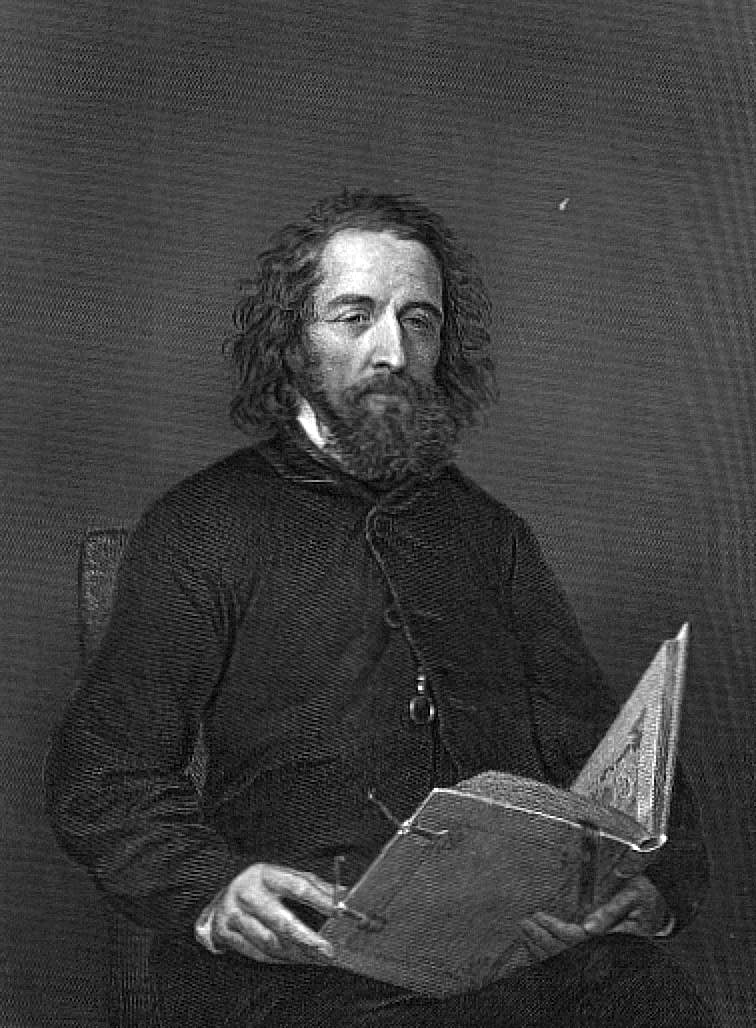
詩人のアルフレッド・テニスン

- アルフレッド・テニスン
- エリザベス・バレット・ブラウニング
- ロバート・ブラウニング
- ジェラルド・マンリー・ホプキンズ
- クリスティーナ・ロセッティ
- ダンテ・ゲイブリエル・ロセッティ

## 舞台芸術
演劇では、笑劇、ミュージカルバーレスク、エクストラバガンザ、コミックオペラがシェイクスピアの作品やジェームズ・プランシェとトーマス・ウィリアム・ロバートソンによるシリアスドラマなどと競合していた。1855年にはジャーマン・リード・エンタテイメンツがイギリスのミュージカル劇場の水準（それ以前は猥褻気味な話であった）を向上させる作業を開始した。それはギルバート・アンド・サリヴァンによる有名な喜劇のシリーズで最高潮に達し、1890年代のエドワード朝ミュージカル喜劇の最初まで続いた。1875年に始まったブランドン・トーマスによるロンドンコメディ、"Our Boys"が最初に連続500回公演を達成した。Our Boysの1362公演という驚異的な新記録は1892年のブランドン・トーマスによる『チャーリーのおば』によって破られた。ウィリアム・S・ギルバートの後、オスカー・ワイルドはヴィクトリア朝時代の後半の先頭に立つ詩人、劇作家となった。 ワイルドの演劇は特に現在では忘れ去られてしまったヴィクトリア朝時代のそれとは一線を介し、そしてエドワード朝時代の1890年代にキャリアが始まったジョージ・バーナード・ショーのような演劇家とより近い関係にある。 

## 児童文学
イラストの使用が増えるにつれて、子供達は文学を楽しみ始めた。それにより子供達はより面白い方法で道徳を学ぶことができるようになった。
娯楽のための読書を新たに受け容れられるようになったことでおとぎ話や民話が人気になった。多くの作家が異なる主題を持った持った民話を編集したおかげで、子供達が文学を読み、様々なことに興味を持つことが可能になった。少年少女向けに書かれた本や雑誌には様々な種類が存在した。少女向けの物語では家庭内や家族との生活に焦点を当てる傾向があったが、一方で少年向けの物語はより冒険的な物であった。

## 科学と文学
チャールズ・ダーウィンの『種の起源』 (1859) をはじめとする画期的な科学書が著され、文芸にも影響を及ぼした。

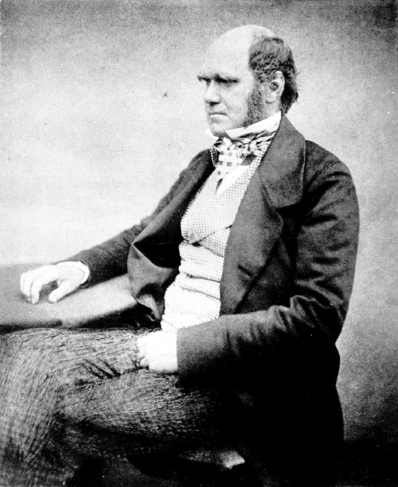
チャールズ・ダーウィンの『種の起源』はヴィクトリア朝時代の社会と思想に影響を及ぼし、現代にも影響を与えている。

### 自然文学
アメリカ合衆国ではヘンリー・デイヴィット・ソローの作品と、スーザン・フェニモア・クーパーの『田舎の時間』はヴィクトリア朝時代の自然文学の正典として影響を持った作品であった。イギリスでは、フィリップ・ヘンリー・ゴスとサラ・リーがヴィクトリア朝前半の最も著名な自然文学の作家であった。

## ミステリ
アーサー・コナン・ドイルのシャーロック・ホームズシリーズをはじめとするミステリが興隆した。

## ヴィクトリア朝文学の影響

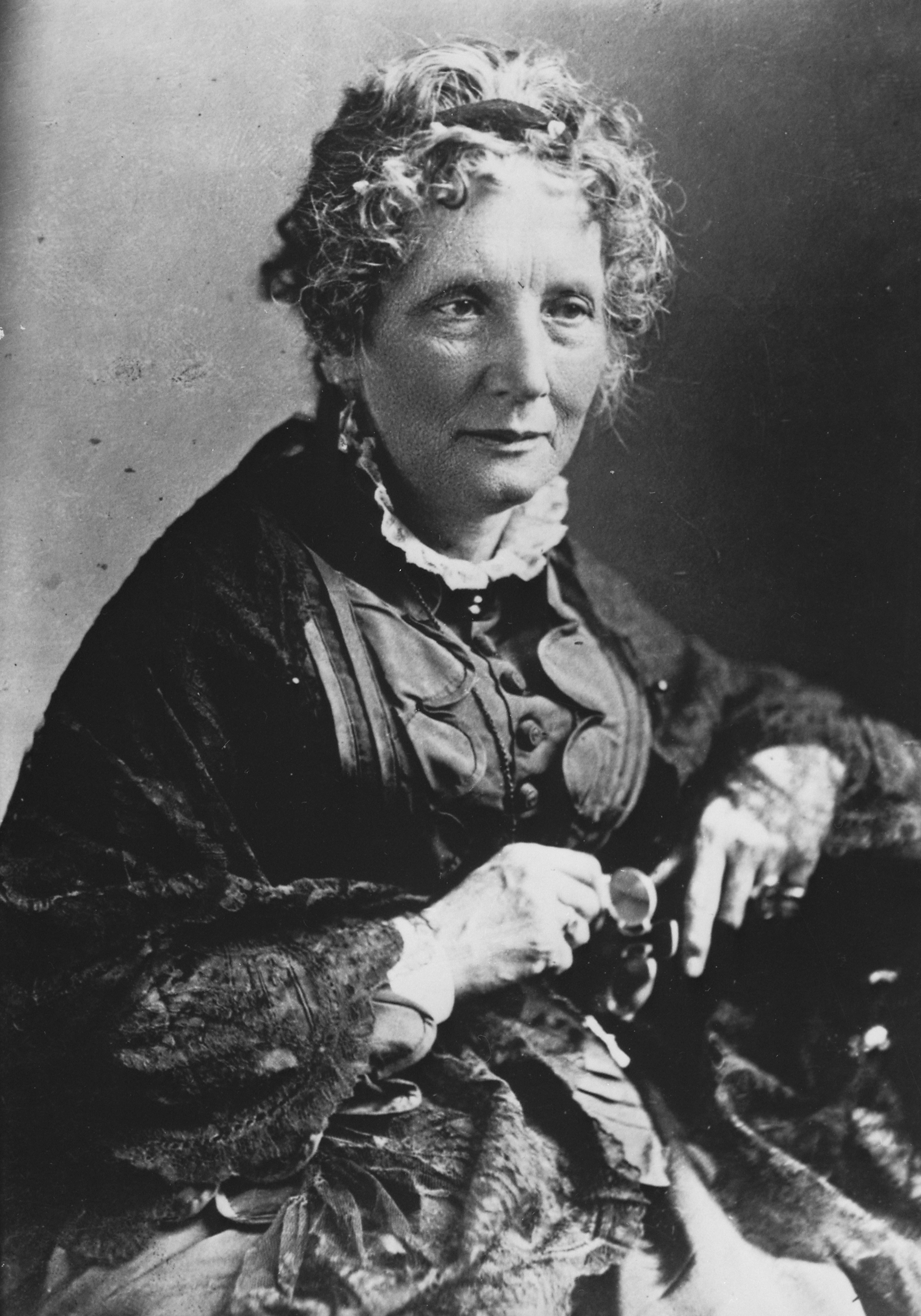
ハリエット・ビーチャー・ストウはヴィクトリア朝文学的な物語をイギリスの領域外から描いた。

アメリカ合衆国とイギリスの植民地であったオーストラリア、ニュージーランド、そしてカナダはイギリスの文学の影響を受けた。また、それらの国はしばしばヴィクトリア朝文学として分類されることもあったが次第に独自の考えを持つようになった。 北米のハリエット・ビーチャー・ストウなどが代表的である。